# Малкамуд
Малкаму́д (рос. Малкамуд, азерб. Məlkəmud) — гірська вершина у північно-східній частині Великого Кавказу. Знаходиться на кордоні Росії (півдні Дагестану) та Азербайджану.